# Борова Сухополє
Борова Сухополє (хорв. Borova) — населений пункт у Хорватії, у Вировитицько-Подравській жупанії у складі громади Сухополє.

## Населення
Населення за даними перепису 2011 року становило 710 осіб.
Динаміка чисельності населення поселення:

## Клімат
Середня річна температура становить 11,05 °C, середня максимальна – 24,85 °C, а середня мінімальна – -5,21 °C. Середня річна кількість опадів – 787 мм.
| Клімат поселення                              | Клімат поселення | Клімат поселення | Клімат поселення | Клімат поселення | Клімат поселення | Клімат поселення | Клімат поселення | Клімат поселення | Клімат поселення | Клімат поселення | Клімат поселення | Клімат поселення | Клімат поселення |
| Показник                                      | Січ.             | Лют.             | Бер.             | Квіт.            | Трав.            | Черв.            | Лип.             | Серп.            | Вер.             | Жовт.            | Лист.            | Груд.            |                  |
| Середній максимум, °C                         | 6,74             | 8,31             | 12,81            | 16,98            | 21,76            | 24,85            | 24,13            | 23,65            | 19,73            | 15,04            | 9,38             | 5,04             |                  |
| Середня температура, °C                       | 0,76             | 2,34             | 6,86             | 11,01            | 15,80            | 18,90            | 20,77            | 20,30            | 16,38            | 11,70            | 6,04             | 1,68             |                  |
| Середній мінімум, °C                          | −5,21            | −3,62            | 0,90             | 5,05             | 9,83             | 12,92            | 17,44            | 16,96            | 13,03            | 8,35             | 2,70             | −1,66            |                  |
| Норма опадів, мм                              | 47               | 42               | 49               | 62               | 75               | 92               | 74               | 79               | 66               | 67               | 76               | 58               |                  |
| Середньомісячна швидкість вітру, м/с          | 2.20             | 2.47             | 2.80             | 2.66             | 2.40             | 2.20             | 2.10             | 1.94             | 2.00             | 2.04             | 2.18             | 2.24             |                  |
| Середньомісячна сонячна радіація, кДж/м²·день | 4131             | 6922             | 10796            | 15266            | 19402            | 21503            | 22171            | 19692            | 14563            | 9035             | 4687             | 3468             |                  |
| --------------------------------------------- | ---------------- | ---------------- | ---------------- | ---------------- | ---------------- | ---------------- | ---------------- | ---------------- | ---------------- | ---------------- | ---------------- | ---------------- | ---------------- |
| Джерело:                                      |                  |                  |                  |                  |                  |                  |                  |                  |                  |                  |                  |                  |                  |